# Muse Watson
Pour les articles homonymes, voir Watson.
Muse Watson est un acteur américain né le 20 juillet 1948 à Alexandria (Louisiane).
Il a interprété le rôle de Charles Westmoreland dans la série télévisée Prison Break.

## Biographie
Petit, Muse Watson est un jeune garçon très timide, qui a du mal à se remettre de la mort de son père, décédé alors qu'il n'a que cinq ans.
Loin d'être un élève brillant[réf. nécessaire], la passion de Muse Watson pour la musique lui permet néanmoins d'entrer dans une école réputée où il se découvre un amour pour le théâtre après avoir joué dans une des pièces organisées par son école, La mégère apprivoisée de Shakespeare. Muse Watson enchaîne ensuite plusieurs pièces de théâtre, notamment Hamlet où il incarne un jeune anglais et L'Homme de la Manche où il tient le rôle principal, Don Quichotte.
La carrière d'acteur de Muse Watson ne débute qu'en 1989, dans le film Black Rainbow où il tient le rôle, certes court, d'un agent de police. Muse Watson joue ensuite des petits rôles dans deux films indépendants, La Servante écarlate (The Handmaid's Tale) et Blind Vengeance.
En 1993, après trois ans sans le moindre rôle où Muse Watson doit faire des petits boulots pour subvenir à ses besoins, il retrouve du travail dans Sommersby, un remake américain, abordant le thème de la guerre de Sécession, ce qui lui permet de rebondir en tant qu'acteur. En effet, en deux ans, Muse Watson tourne dans pas moins de cinq téléfilms.
1995 est d'ailleurs une année très fructueuse pour Muse Watson puisqu'il joue dans trois films : The Journey of August King, Amour et Mensonges et surtout Assassins où il tient l'un des rôles titres.
En 1997, Muse Watson obtient son premier vrai grand rôle qui le révèle aux yeux du public américain. Il utilise sa grande taille et sa forte présence physique pour créer le rôle de Ben Willis, le grand méchant dans le film d'horreur à grand succès Souviens-toi l'été dernier (1 et 2) où il poursuit une bande de jeunes. Il parodie d'ailleurs ce rôle en compagnie de l'une de ses partenaires, Jennifer Love Hewitt, dans un épisode de Saturday Night Live.
Muse Watson continue sur sa lancée en jouant dans Une nuit en enfer 2 : Le Prix du sang où il incarne C.W., puis dans Austin Powers 2 : L'Espion qui m'a tirée, en compagnie de Mike Myers et Heather Graham.
Muse Watson a ensuite une petite période à vide où il ne tient que des rôles mineurs dans des petits films comme Wild Turkey ou A Day Without a Mexican (en).
Muse Watson revient finalement sur le devant de la scène par l'intermédiaire du petit écran. Tout d'abord en tant qu'artiste invité ("guest star") de prestige dans plusieurs séries très populaires : CSI, Ghost Whisperer, Esprits criminels ou encore Close to Home : Juste Cause.
Il est engagé pour faire partie de la série révélation de l'année 2005, Prison Break, aux côtés de Wentworth Miller et Dominic Purcell, où il tient le rôle de Charles Westmoreland, alias D.B. Cooper, un vieux détenu qui aide Michael Scofield à s'échapper de prison pour sauver son frère qui risque la peine de mort dans la saison 1. Il refait une apparition dans la série lors de la saison 4.
À partir de 2006, Muse Watson se met régulièrement dans la peau de Mike Franks, le mentor de Jethro Gibbs dans NCIS : Enquêtes spéciales. Son personnage est abattu au terme de la 8e saison, mais il refera des apparitions lors de flashbacks.
En 2011, il participe à un épisode de la saison 3 de Castle, en incarnant Ivan Podofski, un collectionneur d'armes suspecté de meurtre.

## Filmographie

### Cinéma

#### Films
- 1989 : Black Rainbow : Officier de police
- 1990 : La Servante écarlate (The Handmaid's Tale) : Un gardien
- 1993 : Sommersby : Vagabond #1
- 1995 : Amour et Mensonges (Something to Talk About) : Hank Corrigan
- 1995 : The Journey of August King (en) : Zimmer
- 1995 : Assassins : Ketcham
- 1997 : Rosewood : Henry Andrews
- 1997 : Souviens-toi... l'été dernier (I Know What You Did Last Summer) : Benjamin Willis
- 1997 : La Cible témoin (Acts of Betrayal) : Trenton Fraser / Mars
- 1997 : Lolita (non crédité)
- 1998 : Un amour en or (Heartwood) : Député Jim Keller
- 1998 : If I Die Before I Wake : Daryl
- 1998 : Shadrach (film) (en) : Capitaine
- 1998 : Point de rupture (Break Up) : Policier de garde #1
- 1998 : Souviens-toi... l'été dernier 2 (I Still Know What You Did Last Summer) : Benjamin Willis
- 1999 : The Art of a Bullet : Capitaine Walters
- 1999 : Le dernier justicier (You Know My Name) : Cowboy
- 1999 : Une nuit en enfer 2 : Le Prix du sang (From Dusk Till Dawn 2: Texas Blood Money) : C.W.
- 1999 : Austin Powers 2 : L'Espion qui m'a tirée (Austin Powers: The Spy Who Shagged Me) : Membre du Ku-Klux-Klan
- 1999 : Enragés (It's the Rage (en)) de James D. Stern : Homme de ménage
- 2000 : Songcatcher : Parley Gentry
- 2000 : Ten Grand : Big Tony
- 2001 : Morgan's Ferry : Shérif
- 2001 : American Outlaws : Détective costaud
- 2002 : Hollywood Vampyr : Professeur Fulton
- 2003 : Season of the Hunted : Frank
- 2004 : The Last Summer : Jerimiah Shuman
- 2004 : A Day Without a Mexican (en) de Sergio Arau : Louis McClaire
- 2004 : Dead Birds : Père
- 2004 : Un vrai miracle de Noël (Christmas Child (en)) : Jimmy-James
- 2005 : House of Grimm
- 2005 : Meurtres en Iowa (IOWA (en)) : Shérif Walker
- 2005 : Down in the Valley : Bill Sr.
- 2005 : End of the Spear (en) : Adolfo
- 2009 : White Lightnin' : D. Ray White
- 2009 : Stellina Blue : Peter
- 2009 : TiMER : Rick O'Leary
- 2010 : The Steamroom : Pat
- 2010 : Small Town Saturday Night) (en) : Charlie Carson
- 2010 : The Presence (en) : Mr. Browman
- 2010 : Le souhait de Noël (A Christmas Snow) : Sam
- 2011 : The Dead Ones : Gus
- 2011 : The Lamp (en) : Sam
- 2012 : Rencontre avec le mal (Meeting Evil) : Frank
- 2013 : Le Dernier Exorcisme 2 (The Last Exorcism Part II) : Frank
- 2013 : Compound Fracture (en) : Gary Woolffsen
- 2013 ou 2014 : Silence / Of Silence : Danny[1],[2]
- 2014 : Suburban Gothic (en) : Ambrose
- 2014 : Between the Sand and the Sky : Boss
- 2016 : Dark Resonance : Professeur Walter Jackson
- 2016 : Saved by Grace : Jeremiah
- 2017 : Valley of Bones : Terry
- 2019 : The Dead Ones : Gus
- En développement : Christian Movie : Pasteur Gary
- En production : Jubilee

#### Courts métrages
- 2003 : Wild Turkey
- 2004 : The Dark Agent and the Passing of the Torch Chapter 7 : Lester "the cripple" King
- 2008 : The Cleansing : Prêcheur
- 2009 : The Haircut : Muse
- 2011 : Dear Shane : Père de Shane
- 2018 : Piece : Lewis

### Télévision

#### Téléfilms
- 1990 : Blind Vengeance : Varsac
- 1994 : Droit à l'absence (Leave of Absence) : Guy
- 1994 : Les Oiseaux 2 (The Birds II: Land's End) : Barman
- 1994 : Justice in a Small Town (Hard Evidence) : Procureur Robert Stubbs
- 1995 : Tad : Tom Pendel
- 1995 : Gramps : Père
- 1995 : Tecumseh: Le dernier guerrier (Tecumseh: The Last Warrior) : Whitley
- 2003 : L'Héritage d'une fille (The Last Cowboy) : Otis Bertram
- 2004 : Terreur dans les bayous (Frankenfish) : Elmer
- 2006 : Jane Joe, Miss Détective: Le prix à payer (Jane Doe: The Harder They Fall) : Capitaine Barnes
- 2008 : Le Baiser de minuit (A Kiss at Midnight) : Ben Wiatt
- 2009 : Cop House : Stubbs

#### Séries télévisées
- 1993 - 1994 : Matlock Officier en patrouille / Homme de sécurité (saison 7, épisode 12 ; saison 9, épisode 4)
- 1995 : American Gothic : Wash Sutpen (épisode 4)
- 1996 : The Lazarus Man : Dawkins (épisode 20)did il jfkfjjfk
- 1998 : JAG : Amiral Arthur Fessenden (saison 4, épisode 3)
- 1999 : Walker, Texas Ranger : Freddy Forbes (saison 6, épisodes 15 et 16)
- 2005 - 2006 : Prison Break  : Charles Westmoreland (saison 1 ; invité saison 4, épisode 15)
- 2006 : Close to Home : Bob Peters (saison 2,épisode 10)
- 2006 - 2017 : NCIS : Enquêtes spéciales : Agent spécial Mike Franks
- 2007 : Esprits criminels : Mickey Bates (saison 2, épisode 15)
- 2007 : Ghost Whisperer, Saison 2 Episode 19 : Milt Charles (saison 2, épisode 19 ; non crédité)
- 2007 : Les Experts : Contrôleur de gare de triage (saison 8, épisode 6)
- 2008 : Mentalist, : Jake Cooby (saison 1, épisode 17)
- 2009 : Cold Case : Affaires classées : John Norwood âgé (saison 6, épisode 21)
- 2009 : iCarly : Bucky (saison 3, épisode 5)
- 2010 : Castle, : Ivan Podofski (saison 3 ,épisode 4)
- 2011 : Franklin & Bash : Officier Tom Werth (saison 1, épisode 10)
- 2013 : Eagleheart (en) : Quint (saison 3, épisode 7)
- 2014 : Justified : Elmont Swain (saison 5, épisode 9)
- 2021 : Diary of a Lunatic : Le Créateur

### Production
- 2008 : The Cleansing (court métrage)
- 2014 : Between the Sand and the Sky (vidéo)
- 2020 : Circles (court métrage)